# Eishockey-Weltmeisterschaft 1931

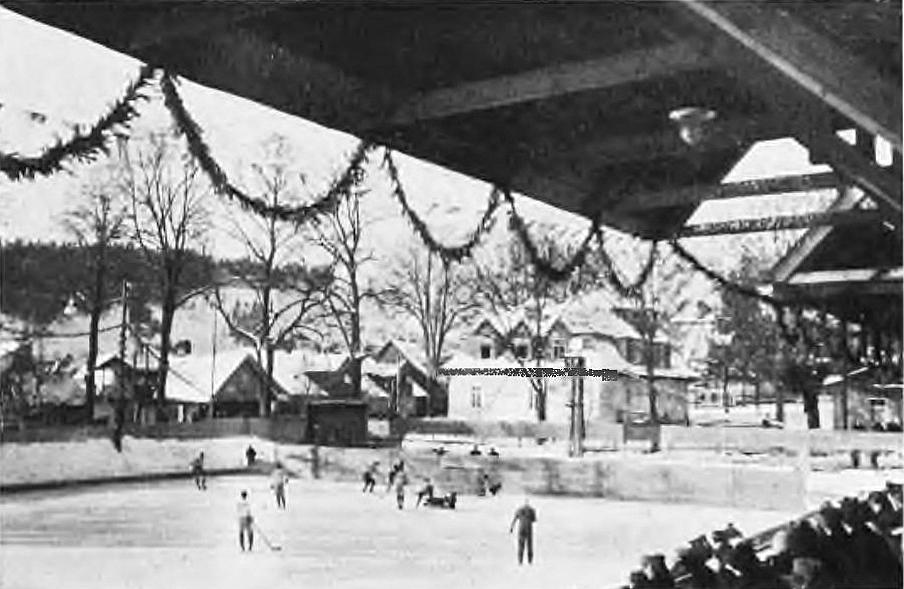
Das Pierwsze lodowisko in Krynica, Austragungsort der Weltmeisterschaft 1931

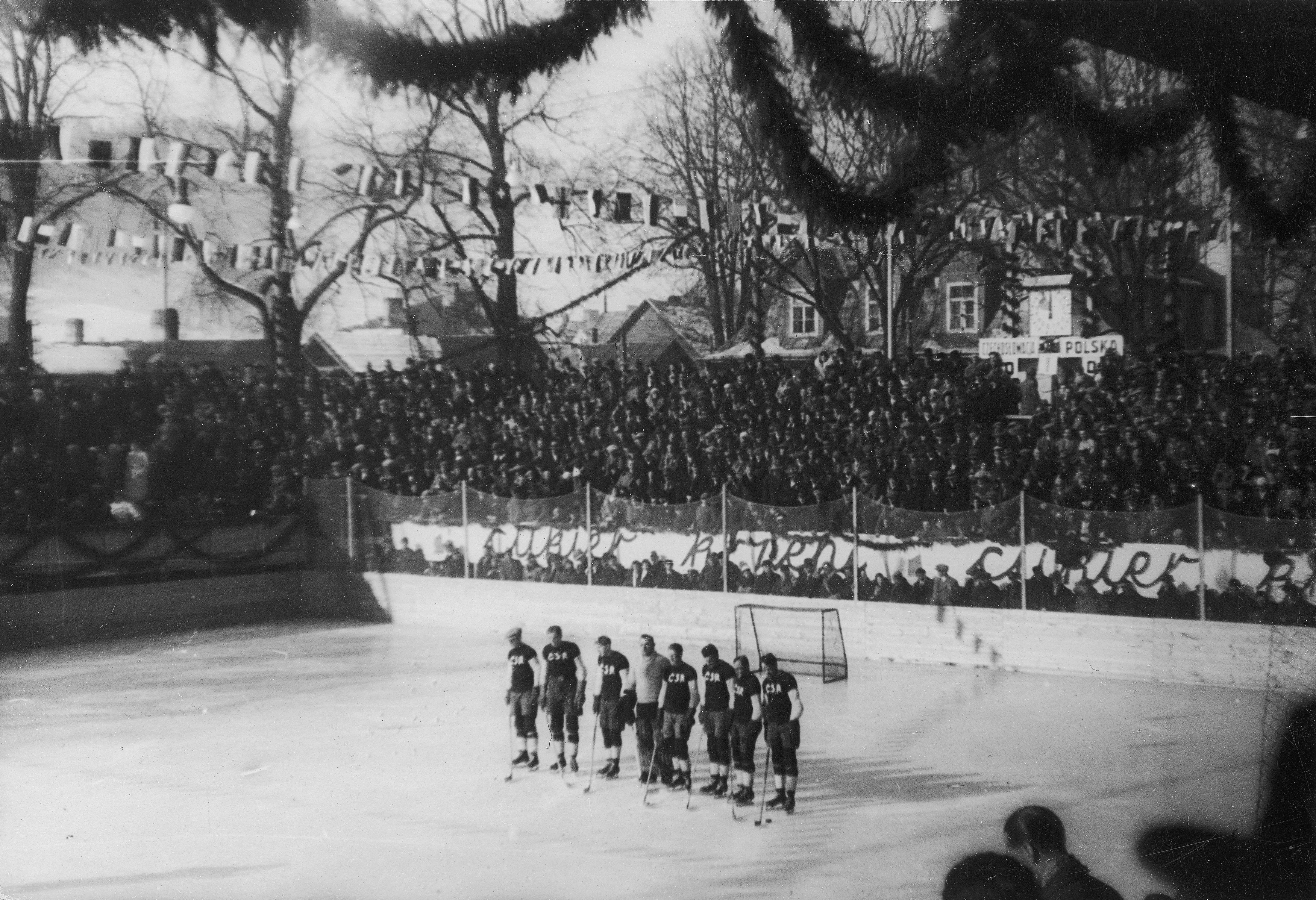
Nationalmannschaft der Tschechoslowakei vor Spielbeginn gegen Polen (2. Februar 1931)

Die 5. Eishockey-Weltmeisterschaft und 16. Eishockey-Europameisterschaft fand vom 1. bis 8. Februar 1931 in Krynica in Polen statt. Im Vergleich zur WM des Vorjahres gab es einen vollständig veränderten Modus. Es gab in diesem Jahr keine Herausforderungs-WM mehr, sondern alle Mannschaften waren von Beginn des Turniers an gefordert. Zehn Mannschaften nahmen an dieser Meisterschaft teil. Es gab zunächst eine Ausscheidungsrunde, wobei die beiden Sieger in die nächste Runde einzogen, während die Verlierer in die Platzierungsrunde mussten. In der 2. Runde trafen dann die verbleibenden acht Mannschaften in vier Paarungen gegeneinander an. Die Sieger erreichten direkt die Finalrunde, während die vier Verlierer in eine Hoffnungsrunde einzogen. Die beiden Sieger dieser Hoffnungsrunde erreichten dann ebenfalls die Finalrunde der besten Sechs, während die zwei Verlierer gemeinsam mit den Verlierern der Ausscheidungsrunde um die Plätze 7–10 kämpften. Sowohl die Finalrunde als auch die Platzierungsrunde wurden im Ligasystem ausgetragen.
Sieger dieser WM wurde erneut Kanada vor den USA. Kanada gewann damit bei der fünften Weltmeisterschaft seinen fünften WM-Titel und blieb weiterhin bei einer Eishockey-WM ungeschlagen, doch mussten sie mit dem 0:0 gegen Schweden ihren ersten Punktverlust hinnehmen. Bestes europäisches Team war die Mannschaft Österreichs, das die Bronzemedaille gewann und zugleich seinen zweiten EM-Titel erringen konnte.

## Qualifikationsrunden
Ausscheidungsrunde 
| 1. Februar 1931 18:30 Uhr | Österreich 52. Herbert Brück | 1:0 n. V. (0:0, 0:0, 0:0, 1:0) Spielbericht | Großbritannien | Krynica Zuschauer: 2500 |

| 1. Februar 1931 20:30 Uhr | Tschechoslowakei 3. Wolfgang Dorasil 14. Jiří Tožička 30. Wolfgang Dorasil 44. Karel Hromádka | 4:1 (2:0, 1:1, 1:0) Spielbericht | Ungarn 24. Sándor Miklós | Krynica |

 Vorrunde 
| 1. Februar 1931 11:00 Uhr | Kanada 3. Daniel McCallum 21. Frank Morris 23. Blake Watson 28. Daniel McCallum 30. Gordon McKenzie 32. Gordon McKenzie 33. Frank Morris 41. Blake Watson 44. Blake Watson | 9:0 (1:0, 4:0, 4:0) Spielbericht | Frankreich | Krynica Zuschauer: 2000 |

| 2. Februar 1931 | Polen 43. Aleksander Tupalski | 1:4 (0:0, 0:3, 1:1) | Tschechoslowakei 18. Josef Maleček 22. Josef Maleček 26. Josef Maleček 37. Jiří Tožička | Krynica |

| 2. Februar 1931 18:30 Uhr | Schweden 16. Bertil Linde 22. Bertil Linde 45. Bertil Linde | 3:1 (0:1, 2:0, 1:0) | Österreich Hans Tatzer | Krynica |

| 2. Februar 1931 11:30 Uhr | USA 3× Ty Anderson 3× Gordon Smith 2× Laurence Sanford 2× Charles Ramsey 2× Edward Dagnioni Richard Thayer Dwight Shefler Robert Elliot | 15:0 (7:0, 5:0, 3:0) | Rumänien | Krynica |

 Hoffnungsrunde 
| 3. Februar 1931 18:30 Uhr | Österreich Josef Göbl Herbert Brück Friedrich Demmer Hans Tatzer Herbert Brück Jacques Dietrichstein Karl Kirchberger | 7:0 (4:0, 0:0, 3:0) | Rumänien | Krynica |

| 3. Februar 1931 20:30 Uhr | Polen 10. Aleksander Kowalski 62. Aleksander Tupalski | 2:1 n. V. (0:0, 0:0, 0:1, 0:0, 1:0) | Frankreich 37. Léonhard Quaglia | Krynica |

## Platzierungsrunde um die Plätze 7–10
| 4. Februar 1931 11:30 Uhr | Ungarn 14. Sándor Minder 15. Zoltán Jeney 25. Béla Wiener | 3:1 (2:1, 1:0, 0:0) | Großbritannien John Magwood | Krynica |

| 4. Februar 1931 14:30 Uhr | Frankreich Léonhard Quaglia Raoul Couvert 21. Charles Muntz 25. Raoul Couvert Léonhard Quaglia Charles Muntz | 7:1 (3:0, 2:0, 2:1) | Rumänien Alexandru Botez | Krynica |

| 5. Februar 1931 10:30 Uhr | Ungarn 8. Béla Wiener 9. Sándor Miklós 11. Zoltán Jeney 14. Béla Wiener 16. István Bethlen 20. Béla Wiener 22. Zoltán Jeney 31. Sándor Minder 41. László Blazejovsky | 9:1 (4:0, 3:0, 2:1) | Rumänien 44. Alexandru Botez | Krynica |

| 5. Februar 1931 14:30 Uhr | Großbritannien 39. Brian Carr-Harris 42. John Magwood | 2:1 (0:0, 1:1, 1:0) | Frankreich 24. Raoul Couvert | Krynica |

| 6. Februar 1931 9:00 Uhr | Großbritannien 3× John Magwood 3× Brian Carr-Harris 3× Neville Melland 2× Carl Erhardt | 11:0 (3:0, 3:0, 5:0) | Rumänien | Krynica |

| 7. Februar 1931 18:00 Uhr | Ungarn 45. Sándor Minder | 1:0 (1:0, 0:0, 0:0) | Frankreich | Krynica |

Abschlusstabelle
| RF | Team           | Sp | Sg | Un | NL | Tore  | TD  | Pkte. |
| -- | -------------- | -- | -- | -- | -- | ----- | --- | ----- |
| 1  | Ungarn         | 3  | 3  | 0  | 0  | 13: 2 | +11 | 6:0   |
| 2  | Großbritannien | 3  | 2  | 0  | 1  | 14: 4 | +10 | 4:2   |
| 3  | Frankreich     | 3  | 1  | 0  | 2  | 8: 4  | + 4 | 2:4   |
| 4  | Rumänien       | 3  | 0  | 0  | 3  | 2:27  | −25 | 0:6   |

## Finalrunde
| 4. Februar 1931 10:00 Uhr | USA 6. Hans Tatzer (ET) 15. Robert Elliot | 2:1 (1:0, 1:1, 0:0) | Österreich 31. Hans Tatzer | Krynica |

| 4. Februar 1931 11:30 Uhr | Kanada 4. Blake Watson 45. Ward McVey | 2:0 (1:0, 0:0, 1:0) | Tschechoslowakei | Krynica |

| 4. Februar 1931 20:30 Uhr | Polen 2. Włodzimierz Krygier 31. Wlodzimierz Krygier | 2:0 (1:0,0:0,1:0) | Schweden | Krynica |

| 5. Februar 1931 9:00 Uhr | Polen | 0:3 (0:1, 0:1, 0:1) | Kanada 11. George Hill 12. Guy Williamson 13. Frank Morris | Krynica |

| 5. Februar 1931 11:30 Uhr | USA 3. Gordon Smith 11. Charles Ramsey 12. Charles Ramsey | 3:0 (3:0, 0:0, 0:0) | Schweden | Krynica |

| 5. Februar 1931 20:30 Uhr | Tschechoslowakei 1. Josef Maleček 3. Karel Hromádka | 2:1 (2:0, 0:0, 0:1) | Österreich 34. Friedrich Demmer | Krynica |

| 6. Februar 1931 10:30 Uhr | USA 16. Gordon Smith | 1:0 (0:0, 0:0, 1:0) | Tschechoslowakei | Krynica |

| 6. Februar 1931 20:00 Uhr | Polen 24. Kazimierz Materski | 1:2 | Österreich 39. Josef Göbl 41. Hans Trauttenberg | Krynica |

| 6. Februar 1931 21:30 Uhr | Kanada | 0:0 (0:0, 0:0, 0:0) | Schweden | Krynica |

| 7. Februar 1931 10:00 Uhr | Kanada 16. Blake Watson 19. Guy Williamson 20. Frank Morris 26. John Pidcock 27. Blake Watson 28. John Pidcock 29. Frank Morris 36. George Hill | 8:0 (0:0, 7:0, 1:0) | Österreich | Krynica |

| 7. Februar 1931 11:30 Uhr | Polen | 0:1 (0:0, 0:1, 0:0) | USA 23. Charles Ramsey | Krynica |

| 7. Februar 1931 14:30 Uhr | Schweden 41. Gustaf Johansson | 1:0 (1:0, 0:0, 0:0) | Tschechoslowakei | Krynica |

| 8. Februar 1931 10:00 Uhr | Österreich 20. Ulrich Lederer | 1:0 (0:0, 1:0, 0:0) | Schweden | Krynica |

| 8. Februar 1931 11:30 Uhr | Polen | 0:0 (0:0, 0:0, 0:0) | Tschechoslowakei | Krynica |

| 8. Februar 1931 18:00 Uhr | Kanada 8. Blake Watson 32. Frank Morris | 2:0 | USA | Krynica |

Abschlusstabelle
| RF | Team               | Sp | Sg | Un | NL | Tore  | TD  | Pkte. |
| -- | ------------------ | -- | -- | -- | -- | ----- | --- | ----- |
| 1  | Kanada             | 5  | 4  | 1  | 0  | 15: 0 | +15 | 9:1   |
| 2  | USA                | 5  | 4  | 0  | 1  | 7: 3  | + 4 | 8:2   |
| 3  | Österreich         | 5  | 2  | 0  | 3  | 5:13  | - 8 | 4:6   |
| 4  | Polen +            | 5  | 1  | 1  | 3  | 3: 6  | - 3 | 3:7   |
| 5  | Tschechoslowakei + | 5  | 1  | 1  | 3  | 2: 5  | - 3 | 3:7   |
| 6  | Schweden           | 5  | 1  | 1  | 3  | 1: 6  | - 5 | 3:7   |

+ der Torquotient entschied für Polen

## Abschlussplatzierung der WM
| RF | Team               |
| -- | ------------------ |
| 1  | Kanada             |
| 2  | Vereinigte Staaten |
| 3  | Österreich         |
| 4  | Polen              |
| 5  | Tschechoslowakei   |
| 6  | Schweden           |
| 7  | Ungarn             |
| 8  | Großbritannien     |
| 9  | Frankreich         |
| 10 | Rumänien           |

### Meistermannschaften
| Weltmeister Kanada | Gord MacKenzie (C), Ward McVey, Jack Pidcock, Guy Williamson, Blake Watson, Art Puttee, George Hill, Sammy McCallum, Frank Morris; Trainer: Blake Watson                                                               |
| Silber USA         | Ted Frazier – Edward Dagnioni, Robert Elliot – Dwight Shefner, Laurence Sanford, Ty Anderson, Charles Ramsey, Gordon Smith, Richard Thayer, Francis Nelson Trainer: Walter A. Brown                                    |
| Bronze Österreich  | Hermann Weiß, Bruno Kahane – Jacques Dietrichstein, Hans Trautenberg – Josef Göbl, Herbert Brück, Friedrich Demmer, Hans Tatzer, Ulrich Lederer, Anton Emhardt, Walter Sell, Karl Kirchberger Trainer: Hans Weinberger |

### Abschlussplatzierung der EM
| RF | Team             |
| -- | ---------------- |
| 1  | Österreich       |
| 2  | Polen            |
| 3  | Tschechoslowakei |
| 4  | Schweden         |
| 5  | Ungarn           |
| 6  | Großbritannien   |
| 7  | Frankreich       |
| 8  | Rumänien         |

Eishockey-Europameister 1931

Österreich